# دمونی یا دجو
دمونی یا دجو (به لاتین: Domoni ya Djou) یک منطقهٔ مسکونی در اتحاد قمر است که در گرند کومور واقع شده‌است. دمونی یا دجو ۷۷۸ نفر جمعیت دارد.